# Rilo Kiley
Rilo Kiley es una banda de indie rock estadounidense formada en Los Ángeles, California en 1998. Lanzaron cuatro discos de estudio que incluyen música country, folk y pop. Jenny Lewis es la compositora y cantante principal junto a Blake Sennett, segundo vocalista y guitarrista, el bajista Pierre de Reeder y el baterista Jason Boesel. En 2011, Sennett confirmó la separación de la banda. Más de una década después, en mayo de 2025, anunciaron su regreso con una gira por Norteamérica.

## Historia
Encabezada por los ex-niños actores Jenny Lewis (La tropa de Beverly Hills, El campeón del videojuego) y Blake Sennett (Salute Your Shorts, Boy Meets World), Rilo Kiley realizó su primer concierto en Spaceland en Los Ángeles en enero de 1998. En 2001 editó su primer disco, Take-Offs and Landings, con la compañía independiente Barsuk Records. Posteriormente firmaron con Saddle Creek Records, con los que lanzarían en 2002 su segundo álbum: The Execution of All Things. En 2004 publican su tercer disco, More Adventurous, producido por su propia compañía, Brute/Beaute Records y distribuido por Warner Bros.
Durante el año 2004 la popularidad de la banda aumentó, con Sennett y Boesel publicando un disco con su propia banda The Elected y con Lewis colaborando en el disco de The Postal Service, el grupo paralelo de Ben Gibbard, de Death Cab For Cutie. Lewis acompañó a The Postal Service en su gira y posteriormente Rilo Kiley promocionó su disco More Adventurous por todo Estados Unidos, incluyendo actuaciones en varios de los programas televisivos más importantes. En el año 2005 Rilo Kiley teloneó a bandas como Bright Eyes y Coldplay en su gira estadounidense.
Varias de las canciones del grupo han aparecido en películas y series de televisión como The O.C., Dawson Crece, Buffy cazavampiros, Anatomía de Grey o Weeds.
El cuarto álbum de la banda, titulado Under the Blacklight, fue lanzado al mercado el 20 de agosto de 2007 en el Reino Unido y el día siguiente en EE. UU. con los sencillos "The Moneymaker" y "Silver Lining". El 6 de septiembre de 2007, la banda comenzó una gira por Norteamérica en apoyo de Under the Blacklight. En esta gira, se unieron Orenda Fink (de Azure Ray) y Kristin Gundred (de Grand Ole Party y Dum Dum Girls).
El grupo también era conocido por sus contribuciones caritativas, particularmente al Fondo Conmemorativo de Elliott Smith, en honor al difunto cantante y amigo de la banda. Sennett y Lewis participaron en un concierto conmemorativo del cantante poco después de su muerte en 2003. En 2007, la banda contribuyó con una camiseta, que fue diseñada por de Reeder para el Proyecto Yellow Bird en beneficio del Fondo Conmemorativo Elliott Smith.

## Pausa y ruptura

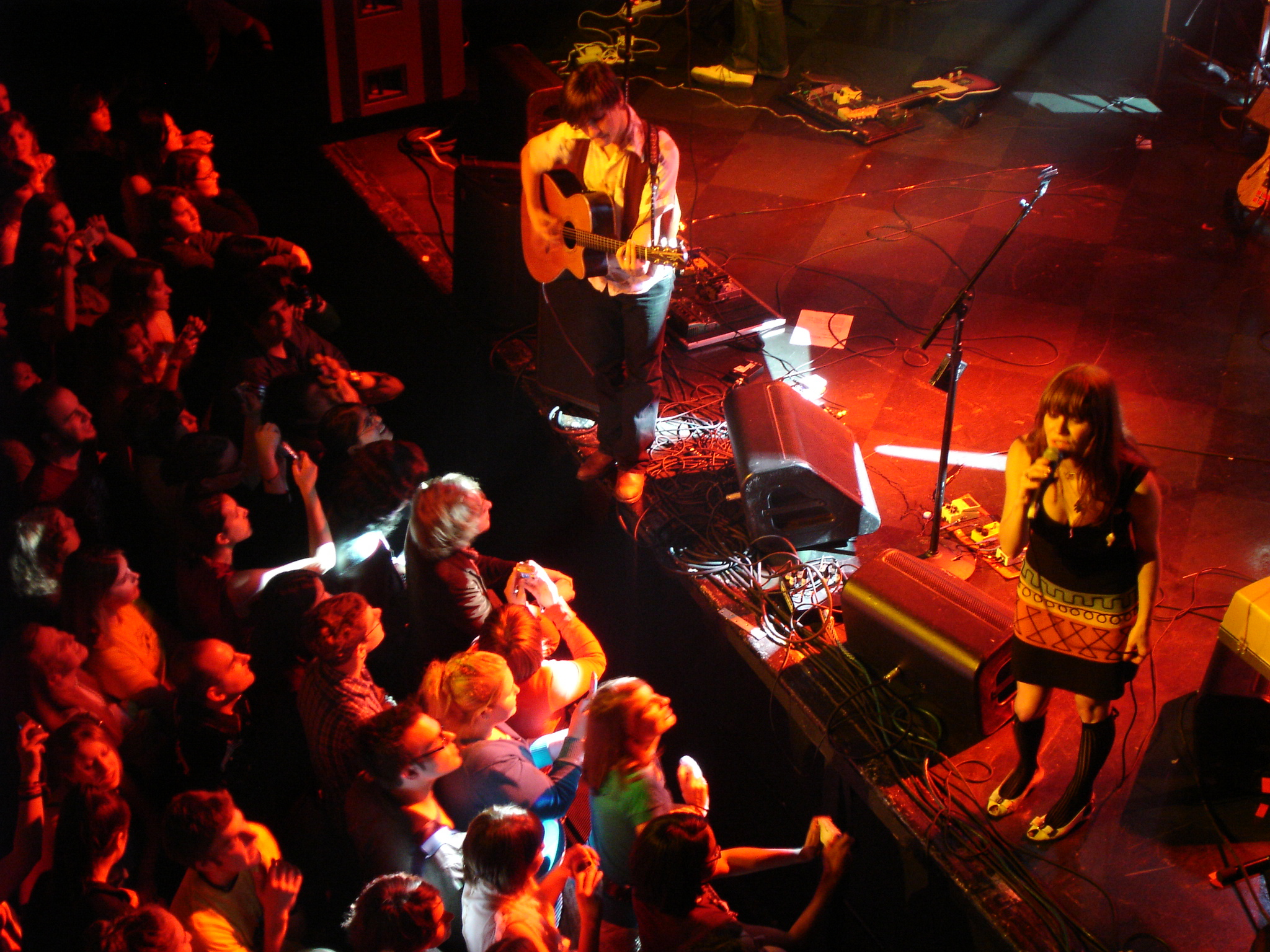
Rilo Kiley en Nueva York en 2005

En una entrevista de abril de 2011, Blake Sennett dijo: "Yo diría que si Rilo Kiley fuera un ser humano, probablemente esté acostado de espaldas en una morgue con una etiqueta en su tobillo, veo películas donde los muertos se levantan y caminan. Y cuando hacen eso, rara vez suceden cosas buenas". En febrero de 2013, la banda anunció una colección de rarezas previamente lanzadas y material inédito, titulado Rkives, que se lanzará en abril de 2013 en el propio sello discográfico perteneciente a de Reeder, The Little Record Company.
En una entrevista de 2014 con el National Post, Jenny Lewis confirmó que la banda se había separado oficialmente.
En abril de 2015, Blake Sennett se unió a Jenny Lewis y su banda en el escenario de Coachella para una interpretación de la canción de Rilo Kiley "Portions for Foxes".
Desde que se embarcó en una carrera en solitario, Jenny Lewis ha contado con la ayuda del baterista Jason Boesel para la percusión en las grabaciones de estudio. También es parte de la banda en vivo de Lewis para su gira de 2019.

## Miembros
- Jenny Lewis: voz, teclados, guitarra, bajo (1998-2013, 2025–presente)
- Blake Sennett - guitarra, teclados, voz (1998-2013, 2025–presente)
- Mike Bloom - pedal de acero, guitarras (2004-2005)
- Pierre de Reeder - bajo, guitarra, coros (1998-2013, 2025–presente)
- Jason Boesel - batería, percusión (2001-2013, 2025–presente)
- Dave Rock - batería, percusión (1998-2001)

## Discografía

### Álbumes[14]
- Take-Offs and Landings [CD] (2001, Barsuk)
- The Execution of All Things [CD & LP] (2002, Saddle Creek)
- More Adventurous [CD & LP] (2004, Brute/Beaute)
- Under the Blacklight (2007, Brute/Beaute)
- Rkives (2013)

### EP
- Rilo Kiley (primera edición, 1999, Rilo Records)
- Rilo Kiley (segunda edición, 2000, Rilo Records)
- The Initial Friend E.P. (2001, Rilo Records)
- Live at Fingerprints EP (2004, Brute/Beaute)

### Sencillos
- "Science vs. Romance/About the Moon" [7"] (2001, Falsetto Records, FR002)
- "After Hours" [Split 7" con Bright Eyes y Sorry About Dresden] (2002, Devil In The Woods, issue #4.3)
- "The Execution of All Things/Emotional (Until Crickets Guide You Back)/After Hours" [7" & CD] (2003, Saddle Creek, SCE-56)
- "Portions for Foxes/A Town Called Luckey" [CD] (2005, Brute/Beaute, Warner Brothers)
- "Portions for Foxes/American Wife/Portions For Foxes (video)" [CD] (2005, Brute/Beaute, Warner Brothers)
- "It's a Hit/Patiently" [7" & CD] (2005, Brute/Beaute, Warner Brothers)
- "It's A Hit/Simply Irresistible" [CD] (2005, Warner Brothers)

### Recopilaciones
- B.S.O. de Desert Blue (1999, Razor and Tie Records) canción: "The Frug", "85"
- Saddle Creek 50 (2002, Saddle Creek Records) canciones: "With Arms Outstretched," "Jenny, You're Barely Alive"
- Treats (2003, Barsuk Records) canción: "Pictures of Success"